# Grandi Antille
Le Grandi Antille sono un arcipelago del mare Caraibico e rappresentano la parte occidentale delle Antille.

## Descrizione
Sono situate a sud-est degli Stati Uniti d'America e ad ovest delle Piccole Antille e sono composte da quattro grandi isole principali: 
- Cuba (110.860 km²)
- Hispaniola (76.480 km²)
  - Repubblica Dominicana
  - Haiti
- Giamaica (10.991 km²)
- Porto Rico (9.104 km²)

Sono in prevalenza montuose, ad esclusione di Cuba in cui si estende una vasta pianura. Le Grandi Antille formano l'80% delle terre emerse della regione caraibica.

## Lista degli Stati Caraibici e non caraibici
| Stato                    | Superficie (km²) | Abitanti (2017) | Densità di popolazione (per km²) | Capitale       | Lingua             |
| ------------------------ | ---------------- | --------------- | -------------------------------- | -------------- | ------------------ |
| Cuba                     | 110 860          | 11 147 407      | 102,4                            | L'Avana        | Spagnolo           |
| Repubblica Dominicana    | 48 442           | 10 734 247      | 183,7                            | Santo Domingo  | Spagnolo           |
| Haiti                    | 27 750           | 10 646 714      | 292,7                            | Port-au-Prince | Francese e Creolo  |
| Giamaica                 | 10 991           | 2 990 561       | 248,6                            | Kingston       | Inglese            |
| Porto Rico (Stati Uniti) | 9 104            | 3 351 827       | 430,2                            | San Juan       | Spagnolo e Inglese |
| Totale                   | 207 411          | 38 929 197      | 169,05                           |                |                    |